# Скнилів-Ліски
Скни́лів-Ліски — вантажна залізнична станція Львівської дирекції Львівської залізниці, структурний підрозділ філії «ЦТС «Ліски» АТ «Укрзалізниця». Розташована у місті Львів, поруч з однойменною станцією. Станція виконує суто вантажні функції, обслуговує Український державний центр транспортного сервісу «Ліски», що виконує основні види вантажних перевезень за кордон та з-за кордону.

## Історія
Станція відкрита на початку 1990-х років, у зв'язку зі створенням на місці вантажного двору станції Скнилів Центру транспортного сервісу «Скнилів-Ліски», який, вивчаючи вимоги сучасного ринку транспортних послуг та потреби споживачів, постійно створює сприятливі умови для зацікавленості вантажовласників користуватися послугами залізничного транспорту.